# The Girl in the Book
The Girl in the Book è un film del 2015 scritto e diretto da Marya Cohn, al suo debutto dietro la macchina da presa per un lungometraggio. Il film affronta lo scottante tema della pedofilia, e ha per protagonisti Emily VanCamp, Michael Nyqvist, Jordan Lage, Ali Ahn e David Call.